# Comté de Morrow (Ohio)
Pour les articles homonymes, voir Comté de Morrow.
Le comté de Morrow est situé dans l’État de Ohio, aux États-Unis. Il comptait 31 628 habitants en 2000. Son siège est Mount Gilead.